# Quercus kerneri
Quercus kerneri là một loài thực vật có hoa trong họ Cử. Loài này được Simonk. miêu tả khoa học đầu tiên năm 1883.